# هایجیا
هایجیا یا هیگیه‌یا (به یونانی: Ὑγιεία، به انگلیسی: Hygieia) در اساطیر یونانی، الههٔ تندرستی و یکی از دختران ایزد پزشکی و درمان آسکلپیوس و ایپیون، و نوهٔ آپولون به شمار می‌رفت، که نقش مهمی را در آیین و دین آسکلپیوس به عنوان سلامت دهنده بازی کرده‌است. او اغلب با نام سلامت و تندرستی شناخته شده و بعضی مواقع تندرستی نامیده می‌شد. او به همراه پدرش در بسیاری از مکان‌های یونان و روم (Asklepieion) مورده پرستش و تجلیل قرار می‌گرفت.
با افزایش نفوذ دین آسکلپیوس در زمان رومی‌ها‌، هایجیا به ماه نیز نسبت داده شده و پدرش، مورده بیشترین پرستش در میان ایزدان قرار می‌گرفت و او را برابر با خورشید می‌دانستند. نام هایجیا تا به امروز باقی‌مانده‌است و بهداشت «Hygiene» از نام او سرچشمه گرفته‌است. مار مقدس او به همراه عصای آسکلپیوس نماد پزشکی هستند.
علم پزشکی مدرن ریشه در جهان باستان دارد. قدیمی‌ترین تمدن‌ها با استفاده از جادو و گیاهان به معالجهٔ افراد بیمار می‌پرداختند، اما در کنار این‌ها از دین و مذهب نیز برای رهایی از درد و رنج، و مراقبت از سلامتی استفاده می‌کردند.
هایجیا نقش بسزایی در مراقبت از سلامتی یونانیان باستان، نخست در شهر آتن، و سپس در دیگر مناطق جهان یونانی رومی داشت. رابطهٔ او با اسقلبیوس بسیار به قوی‌تر کردن نقشش انجامیده بود. مهمترین مثال در این زمینه، سوگندنامه بقراط است که نام او پس از اسقلبیوس ذکر شده‌است. او جایگاه مهمی در میان بزرگترین ایزدان شفا بخش اساطیری شامل آپولون و اسقلبیوس دارد. او از قرن هفتم پیش از میلاد تا قرن پنجم عصر حاضر مورد احترام و پرستش بود و حتی امروزه نیز از نام هایجین در دنیا استفاده می‌شود.

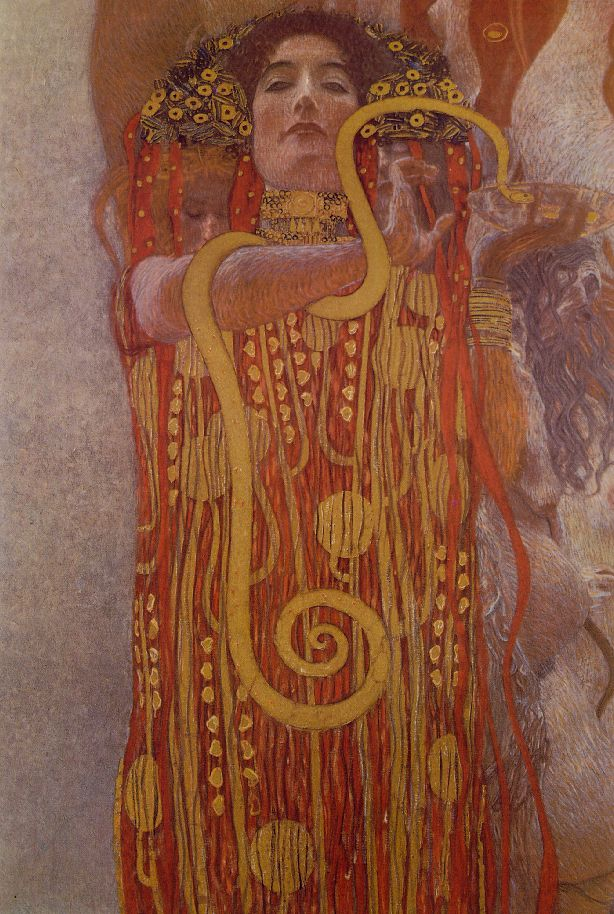
هیگیه‌یا در نقاشی داروی گوستاو کلیمت در سال ۱۹۰۱.